# Keiko Ai
Keiko Ai (jap. 阿井 景子, Ai Keiko; wirklicher Name: Ura Junko (浦 順子); * 16. Januar 1932 in der Präfektur Nagasaki) ist eine japanische Schriftstellerin.

## Leben
Nach dem Abschluss an der pädagogischen Fakultät der Universität Saga arbeitete sie für eine kurze Zeit als Lehrerin an einer Oberschule. Sie gab diese Arbeit alsbald auf und zog nach Tokyo, wo sie Kitaōji Rozanjins mündlich mitgeteilte Aufzeichnungen verschriftlichte.
Sie arbeitete als Herausgeberin und Journalistin für das Wochenmagazin Josei Jisei (女性自身), das vom Verlag Kobunsha herausgegeben wird. 1971 publizierte sie erstmals unter ihrem wirklichen Namen. Fünf Jahre später gab sie mit Ryūma no tsuma (龍馬の妻) ihr Debüt als Schriftstellerin. Gegenstand ihres Schreibens waren Frauen im Umfeld historischer Persönlichkeiten, wie beispielsweise um den Samurai Sakamoto Ryōma.
Von 1991 an schrieb sie viele Beiträge für die Dorama-Reihe Taiga Drama (大河ドラマ) der NHK.

## Werke (Auswahl)
- 1971 Okusama benri shojiten: katei yōhin no hozon to teire (奥さまべんり小事典 家庭用品の保存と手入れ, Kleines Lexikon für die Hausfrau – Instandhaltung und Pflege von Haushaltswaren)
- 1976 Ryūma no tsuma (龍馬の妻)
- 1985 Ryūma no mō hitori no tsuma (竜馬のもう一人の妻)
- 1990 Meiji o irodotta tsumatachi (明治を彩った妻たち)

| Personendaten    | Personendaten                                             |
| ---------------- | --------------------------------------------------------- |
| NAME             | Ai, Keiko                                                 |
| ALTERNATIVNAMEN  | 阿井景子 (japanisch); 浦順子 (japanisch, wirklicher Name) |
| KURZBESCHREIBUNG | japanische Schriftstellerin                               |
| GEBURTSDATUM     | 16. Januar 1932                                           |
| GEBURTSORT       | Präfektur Nagasaki                                        |